# Andy Griffith
Andrew Samuel «Andy» Griffith (Mount Airy, Carolina del Norte, 1 de junio de 1926-Manteo, Carolina del Norte, 3 de julio de 2012) fue un actor, humorista y productor estadounidense. Conocido principalmente por su papel en la serie Matlock, donde interpretaba a un abogado sureño. Se le recuerda también por su actuación en la comedia El show de Andy Griffith, en la que interpretaba a un jefe de policía de Carolina del Norte y su papel en la serie de ciencia ficción Salvage 1 (1979).

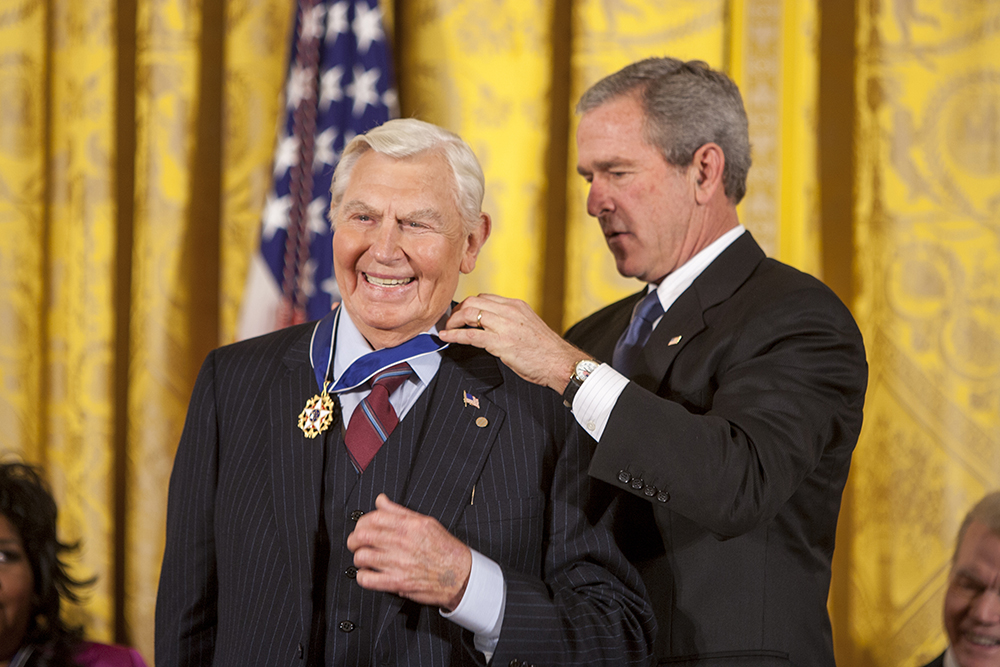
Griffith recibiendo la Medalla Presidencial de la Libertad, por el presidente George W. Bush en 2005.

## Filmografía

### Cine
| Año  | Título                                           | Personaje                     | Dirección                      |
| ---- | ------------------------------------------------ | ----------------------------- | ------------------------------ |
| 1957 | Un rostro en la multitud                         | Larry 'Lonesome' Rhodes       | Elia Kazan                     |
| 1958 | No Time for Sergeants                            | Pvt. Will Stockdale           | Mervyn LeRoy                   |
| 1958 | Onionhead                                        | Alvin 'Al' Woods, Onionhead   | Norman Taurog                  |
| 1961 | Sola ante el peligro                             | Pat Collins                   | Vincent Sherman                |
| 1969 | Angel in My Pocket                               | Reverendo Samuel D. Whitehead | Alan Rafkin                    |
| 1972 | Extraños en el 7ºA                               | Artie Sawyer                  | Paul Wendkos                   |
| 1973 | Pregúntale a Alicia                              | Sacerdote                     | John Korty                     |
| 1974 | Una oración para los gatos salvajes (TV Movie)   | Sam Farragut                  | Robert Michael Lewis           |
| 1974 | Salvajes (TV Movie)                              | Horton Madec                  | Lee H. Katzin                  |
| 1974 | Winter Kill (TV Movie)                           | Sheriff Sam McNeill           | Jud Taylor                     |
| 1975 | Aquel loco loco oeste                            | Howard Pike                   | Howard Zieff                   |
| 1976 | La calle de la muerte (TV Movie)                 | Gus Brenner                   | Harvey Hart                    |
| 1976 | Six Characters in Search of an Author (TV Movie) | El padre                      | Stacy Keach                    |
| 1976 | Frosty's Winter Wonderland                       | Narrador (voz)                | Jules Bass Arthur y Rankin Jr. |
| 1977 | La mujer de la tumba vacía (TV Movie)            | Abel Marsh, jefe de policía   | Lou Antonio                    |
| 1977 | Emboscada mortal (TV Movie)                      | Abel Marsh, jefe de policía   | Lane Slate                     |
| 1981 | Asesinato en Texas (TV Movie)                    | Ash Robinson                  | William Hale                   |
| 1982 | For Lovers Only (TV Movie)                       | Vernon Bliss                  | Claudio Guzmán                 |
| 1983 | Asesinato en Coweta County (TV Movie)            | John Wallace                  | Gary Nelson                    |
| 1983 | Poseidos (TV Movie)                              | Guy Harris                    | William Hale                   |
| 1985 | Esos locos cuatreros                             | Coronel Ticonderoga           | Hugh Wilson                    |
| 1985 | Delito de inocencia (TV Movie)                   | Juez Julius Sullivan          | Michael Miller                 |
| 1985 | Return to Mayberry (TV Movie)                    | Andy Taylor                   | Bob Sweeney                    |
| 1986 | Bajo la influencia (TV Movie)                    | Noah Talbot                   | Thomas Carter                  |
| 1994 | The Gift of Love (TV Movie)                      | Phil Doucet                   | Paul Bogart                    |
| 1995 | Lazos de odio (TV Movie)                         | Jack MacGruder                | Bradford May                   |
| 1996 | Espía como puedas                                | General Rancor                | Rick Friedberg                 |
| 1997 | What It Was Was Football (Short)                 | Narrador                      | Duncan Brantley                |
| 1998 | Las cenizas de papá                              | Hiram                         | Joan Tewkesbury                |
| 1999 | A Holiday Romance (TV Movie)                     | Jake Peterson                 | Bobby Roth                     |
| 2001 | Daddy and Them                                   | O.T. Montgomery               | Billy Bob Thornton             |
| 2007 | La camarera                                      | Viejo Joe                     | Adrienne Shelly                |
| 2008 | Play the Game                                    | Abuelo Joe                    | Marc Fienberg                  |

### Series
| Año       | Título                              | Personaje                                    | Episodios |
| --------- | ----------------------------------- | -------------------------------------------- | --------- |
| 1955-1958 | The United States Steel Hour        | Harry Emsen/ Will Stockdale                  | 2         |
| 1958      | Playhouse 90                        | Profesor Tommy Turner                        | 1         |
| 1959      | Toast of the Town                   | Destry en una escena de 'Destry Rides Again' | 1         |
| 1960      | The Danny Thomas Show               | Andy Taylor                                  | 1         |
| 1967      | Good Morning World                  | Andy Griffith                                | 1         |
| 1960-1968 | El show de Andy Griffith            | Andy Taylor                                  | 249       |
| 1966-1968 | Gomer Pyle, U.S.M.C.                | Andy Taylor                                  | 2         |
| 1968-1969 | Mayberry R.F.D.                     | Andy Taylor                                  | 5         |
| 1970      | Headmaster                          | Andy Thompson                                | 14        |
| 1971      | Laugh-in                            | Robert Esterhousy                            | 1         |
| 1971      | The New Andy Griffith Show          | Andy Sawyer                                  | 10        |
| 1972      | Patrulla juvenil                    | George Carter                                | 1         |
| 1972      | Hawai 5-0                           | Arnold Lovejoy                               | 1         |
| 1973      | El show de Doris Day                | Mitch Folger                                 | 1         |
| 1973      | Aquí está Lucy                      | Andy Johnson                                 | 1         |
| 1975      | Adams of Eagle Lake                 | Sheriff Sam Adams                            | 2         |
| 1976      | La mujer biónica                    | Jack Starkey                                 | 1         |
| 1977      | Washington: Behind Closed Doors     | Esker Scott Anderson                         | 6         |
| 1978-1979 | Centennial                          | Profesor Lewis Vernor                        | 10        |
| 1979      | Raíces: Las siguientes generaciones | Comandante Robert Munroe                     | 1         |
| 1979      | De aquí a la eternidad              | Gen. Barney Slater                           | 3         |
| 1979      | Códogo rescate 1                    | Harry Broderick                              | 19        |
| 1980      | The Yeagers                         | Carroll Yeger                                | 2         |
| 1981      | Best of the West                    | Lamont Devereaux                             | 1         |
| 1982      | Saturday Night Live                 | Andy Taylor                                  | 1         |
| 1982      | La isla de la fantasía              | Juez Roy Bean                                | 1         |
| 1984      | Visión fatal                        | Victor Worheide                              | 2         |
| 1985      | Vacaciones en el mar                | Larry Cooper                                 | 1         |
| 1985      | Hotel                               | J. Scott "Scotty" Foreman                    | 1         |
| 1986-1995 | Matlock                             | Ben Matlock                                  | 181       |
| 1997      | Diagnóstico asesinato               | Ben Matlock                                  | 2         |
| 2001      | Dawson crece                        | Andrew Lanier                                | 1         |
| 2001      | Leyes de familia                    | Colin Sawyer                                 | 1         |